# Occidental nyelv
Az occidental egy elemző-levezető módszerrel szerkesztett naturalista mesterséges nyelv, szerkesztője Edgar Alexei Robert de Wahl (1867–1948), revali (ma: Tallinn) középiskolai tanár.
De Wahl 1909-ben adta ki első tervezetét, az aulit. Ezen továbbdolgozva végül 1922-ben készült el az occidental. Nyelvét a művelt Nyugatnak ajánlotta, ezért első nyelvkönyvei is francia, angol és német nyelven jelentek meg. A második világháború után változott meg a nyelv neve Interlingue-re.
A nyelv folyóirata az 1922-ben indított Kosmoglott volt, amely nevét 1928-tól Cosmoglottára változtatta. A nyelv egészen az 1970-es évek végéig élt, az Interlingue Union (Interlingue Szövetség) havi folyóiratot adott ki, de más országokban is adtak ki periodikákat. Ezért elmondhatjuk, hogy az occidental is a jelentősebb sikereket elért nyelvtervezetek közé tartozik.

## Az occidental betű- és hangrendszere
Az occidental ábécéje 26 betűből áll:
Grafikailag is igyekszik megőrizni a „természetességet”. A betű(kapcsolato)k magyartól eltérő hangertéke a következő:
- a – rövid á, mint a magyar palócok kiejtésében
- c – e, i, y előtt magyar c, máskor magyar k
- cc – e, i, y előtt magyar kc, máskor magyar kk
- ch – magyar cs
- g – e, i, y előtt magyar zs, máskor magyar g
- gg – e, i, y előtt magyar dzs, máskor magyar gg
- gu – magánhangzó előtt magyar gv, máskor magyar gu
- j – magyar zs
- ni – magánhangzó előtt magyar ny, máskor magyar ni
- nu – magánhangzó előtt magyar nv, máskor magyar nu
- ph – magyar f
- qu – magyar kv (csak magánhangzó előtt állhat)
- s – két magánhangzó között magyar z, máskor magyar sz
- sh – magyar s
- sch – magyar s
- t – i + magánhangzó előtt magyar sz, máskor magyar t
- th – magyar t
- w – magyar v
- y – szó elején, magánhangzó mellett magyar j, máskor i
- zz – magyar cc

Hangsúly:
- általában az utolsó mássalhangzó előtti magánhangzón;
- a -bil, -ic, -im, -men, -ul, -um előtti magánhangzón;
- a többes szám -s jele nem befolyásolja a hangsúlyt;
- a rendhagyó hangsúlyt ékezet jelöli.

## Szóképzés
Az internacionalizmusok többsége képződmény. Ezek alapján felállítható de Wahl-szabályok:
- a szavak egy része statikus és dinamikus szavakra osztható, ennek megkülönböztetése az -ence/-ion képzőpárral oldható meg;
- a szupinum-szabály:
  - ha a tő magánhangzóra végződik, úgy az utóképző elé egy -t-t kap: fini-t-
  - ha a tő utolsó hangja -d vagy -r, ez -s-re változik: vid- – vis-; curr- – curs-
  - egyébként a tő változatlan: construct-

Az occidentalban annyi képző van, amennyi a különböző internacionális szavakban előfordulhat.

## Alaktan
Névelő: li (határozott), lu (semleges), un (határozatlan)
Főnév:
- természetes nemeket végződések jelölik: -o (hímnem), -a (nőnem), -e és -u (elvont főnevek);
- többes szám: -s
- alany és tárgyesete azonos;
- birtokos eset a de li vagy del elöljáróval, a részes eset az a vagy al elöljáróval képződik.

Melléknév és határozószó:
- fokozás:
  - alapfok: a melléknév
  - középfok: plu (pozitív) – min (negatív); a kötőszó a quam
  - felsőfok: max(im) – minim
  - túlzófok: -issim
- rendhagyóak:
  - bon – melior – optim
  - mal – pejor – pessim
  - grand – major – pessim
  - micri – minor – minim

Névmások:
- Személyes névmások:
  - alanyeset: yo, tu, il/ella/it; noi, vu, ili
  - tárgyeset: me, te, le/la/it; nos, vos, les (elöljáróval a tárgyeset áll)
- Birtokos névmás:
  - egyes: mi, tui, su; nor, vor, lor
  - többes: mis, tuis, sus; nores, vores, lores
- Általános névmás: on
- Visszaható névmás: se
- A többi névmást a nemzetközi formákból alakították ki.

Számnevek:
- Tőszámnevek: null, un, du, tri, quar, quin, six, sett, ott, nin, deci; cent, mill; duant (20), …; 456789 = quinantsix mill settcent ottanin
- Sorszámnév: tőszámnév + -esim: unesim (prim), duesim (secund), …
- Törtszámnév: tri settesim (3/7)
- Szorzószámnév: tőszámnév + -uplic: duplic, …
- Gyűjtőszámnév: tőszámnév + -ene: unite, pare, triene, quarene, …

Ige:
- Főnévi igenév: -ar, -er, -ir
- Jelen idő: -a, -e, -i
- Múlt idő: -at, -et, -it
- Jövő idő: va + Fn. in.
- Feltételes mód: vell + Fn. in.
- Felszólító mód: mey + Fn. in.
- Szenvedő szerkezet: esser ragozott formája + múlt idő

Elöljárók:
- a, ad – -ba, -be; -ra, -re; -hoz, -hez, -höz
- along – hosszában
- ante – előtt
- apu – mellett
- avan – előtt (hely)
- caus – miatt
- che – -nál, -nél
- circum – körül
- cis – innen
- con – -val, -vel
- contra – ellen
- de – -tól, -től; -ból, -ből
- desde – óta
- detra – mögött
- durante – alatt (idő)
- ex – -ből, -ből
- except – kivéve
- extra – kívül
- in – -ban, -ben; -ba, -be
- infra – alul
- inter – között
- intra – belül
- malgre – dacára
- med – -val, -vel
- per – -val, -vel (eszköz)
- por – -ért (cél)
- pos – után
- preter – mellette el
- pri – -ról, -ről
- pro – miatt (ok)
- proxim – közel
- secun – szerint
- sin – nélkül
- sub – alatt
- super – felett
- sur – -on, -en, -ön
- til – -ig
- tra(ns) – át, keresztül
- ultra – kívül
- vers – felé
- vice – helyett
- ye – határozatlan értelmű

Kötőszók:
- benque – ámbár, noha
- ca – vajon
- e – és
- ergo – tehát
- esque – vajon
- esti – habár
- ma – de
- nam – mert
- o – vagy
- quam – mint
- que – hogy
- si – ha

## Szövegminta
Si on vole constructer un lingue secun rationalistic principies e ne conform al existent psychic natur homan, on deve unesimli transformar li psychic natur de homes por far possibil li function de un tal lingue.
(Ha racionális elvek és nem a létező emberi természet függvényében akarunk nyelvet szerkeszteni, akkor először át kell alakítani az emberek természetét, hogy lehetővé váljon egy ilyen nyelv működése.)

## Könyvek

### Occidental/Interlingue
- Radicarium Directiv del Lingue International (Occidental). In 8 lingues. – 178 o. – E. de Wahl – A.-S. „Ühiselu” Trükk. Pikk Uul. 42, Tallinn – 1925

### Német
- Wörterbuch Deutsch-Occidental. Mit einem Vorwort von E. v. Wahl. – 460 o. – Joseph Gär – Occidental-Union – 1928
- Occidental, die Weltsprache. Einführung samt Lehrkursus, Lesestücken, Häufigkeitswörterverzeichnis u.a. – E. Pigal Herausgeber – Frankh'sche Verlagshandlung Stuttgart. – 1930
- Wörterbuch Occidental-Deutsch und Deutsch-Occidental – 133 o. – A. Matejka – Verlag: Institute Occidental. Chapelle (Vaud) Schweiz – 1945